# 一式輸送機
キ59 一式輸送機
一式輸送機（キ59）
- 用途：輸送機
- 製造者：日本国際航空工業
- 運用者：日本（陸軍）
- 生産数：20機
- 運用開始：1941年

一式輸送機（いっしきゆそうき、いちしきゆそうき）は、第二次世界大戦時の大日本帝国陸軍の輸送機。キ番号（試作名称）はキ59。開発・製造は日本国際航空工業。

## 概要

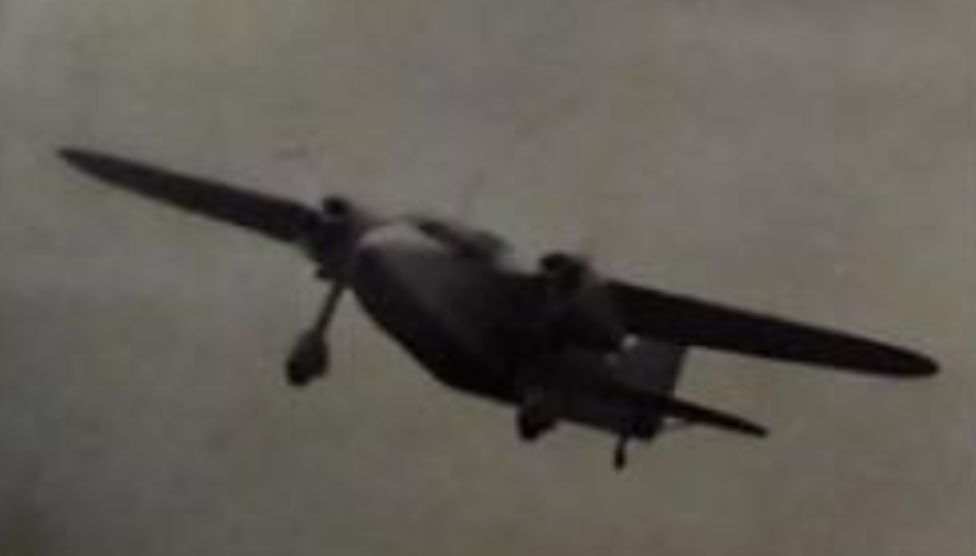
TK-3双発旅客機

1938年（昭和13年）9月、当時使用されていたフォッカー スーパーユニバーサルと、エアスピード エンボイに代わる旅客機の試作を大日本航空から受けた国際では、1939年（昭和14年）4月に純国産のTK-3双発旅客機を試作した。この機体は、大日本航空の実用審査で重量過大と搭載量不足の理由で不採用となったが、これに陸軍が着目し、エンジンの換装や胴体の改設計を指示した機体をキ59として発注した。試作機は1940年（昭和15年）に完成し、1941年（昭和16年、皇紀2601年）に一式輸送機として制式採用された。
本機は主翼は全木製、胴体は鋼管骨組みに合板張りの構造の双発高翼機で、主脚は固定式だった。エンジンはハ13（450hp）を搭載した。原型機であるTK-3と比べると胴体や垂直尾翼などが大幅に改設計されており、搭載量、最大速度、上昇力が向上していた。短期間かつ比較的安価に生産できることが特徴であった。
しかし、制式採用時には本機はやや時代遅れになっており、同時期に採用された一式双発高等練習機の輸送機型が本機以上の性能を示したので、試作機を含め20機で生産は打ち切りとなった。機体の大きさは手頃で稼働率も良好だったため、陸軍では本機を主に司令部飛行班の人員輸送機として運用した。また、練習機として使用された機体もあると言われる。少数の機体は、満州航空で旅客機として使用された。
派生型として、エンジンと燃料タンクを取り払った輸送用滑空機（軍用グライダー）仕様の実験用滑空機（ク8I）が試作されており、これは試験結果を踏まえて完全新規設計の四式特殊輸送機（ク8II）へと発展している。

## スペック
- 全長:13.40m
- 全幅:17.00m
- 全高:3.05m
- 自重:2,880kg
- 全備重量:4,400 kg

三面図

- エンジン:ハ13甲 空冷星型9気筒 450hp×2
- 最高速度:307km/h
- 航続距離:800km
- 乗員:3名+乗客8名